# Mary Keitany
Mary Keitany (Kabarnet, Kenya, 18 de gener de 1982) és una corredora de fons kenyana, especialista en la prova de marató.

## Carrera esportiva
Els seus pares, Juda i Jane Chepkeitany, eren uns grangers sense recursos, així que Mary es va acostumar des de petita a caminar quilòmetres descalça per omplir una galleda d'aigua o per anar a l'escola. Després de treballar com a minyona i mainadera, va guanyar la seva primera competició internacional, la Mitja Marató de Sevilla, al desembre de 2006, quan feia sis mesos que havia començat a entrenar en un campament per a atletes a Iten (Kenya), amb l'ajuda de la exatleta Linah Chesire, que la va empènyer a continuar la seva formació. Es va adaptar a la distància intermèdia i al 2009 va guanyar el Mundial de Mitja Marató que se celebrava a Copenhaguen. L'any següent era tercera a Nova York.
Mary Keitany ha guanyat la Marató de Londres els anys 2011 i 2012, i va obtenir el seu millor temps en la Marató de Londres de 2017 amb 2.17.01, un temps que aleshores era el segon millor de la història en aquesta distància després del que Paula Radcliffe havia obtingut el 2003. I també ha guanyat quatre edicions de la Marató de Nova York (2014, 2015, 2016 i 2018). La seva participació olímpica no ha donat medalles, de moment: va ser quarta en els Jocs Olímpics de Londres 2012, a 27 segons del podi olímpic; no va participar en els Jocs de Rio; tampoc ha pogut concórrer als Jocs de Tòquio de 2020, ajornats per la pandèmia mundial.
Al setembre de 2021, Marie Jepkosgei Keitany va acabar la seva carrera després d’una lesió al maluc que la va privar de competició durant dos anys consecutius.

## Vida personal
Casada amb l'atleta Charles Koech, té tres fills: Jared, nascut el juny del 2008, Samantha, l'abril del 2013 i Hezron, el seu nebot adoptat.
L'agost de 2018, l'atleta va obrir l'Escola Mary Keitany a Elgeyo Marakwet, la seva petita manera de retornar a la societat el que n'havia rebut i de garantir que les noies i els nois de la seva ciutat tinguessin accés a l'educació.